# Kleintrombe

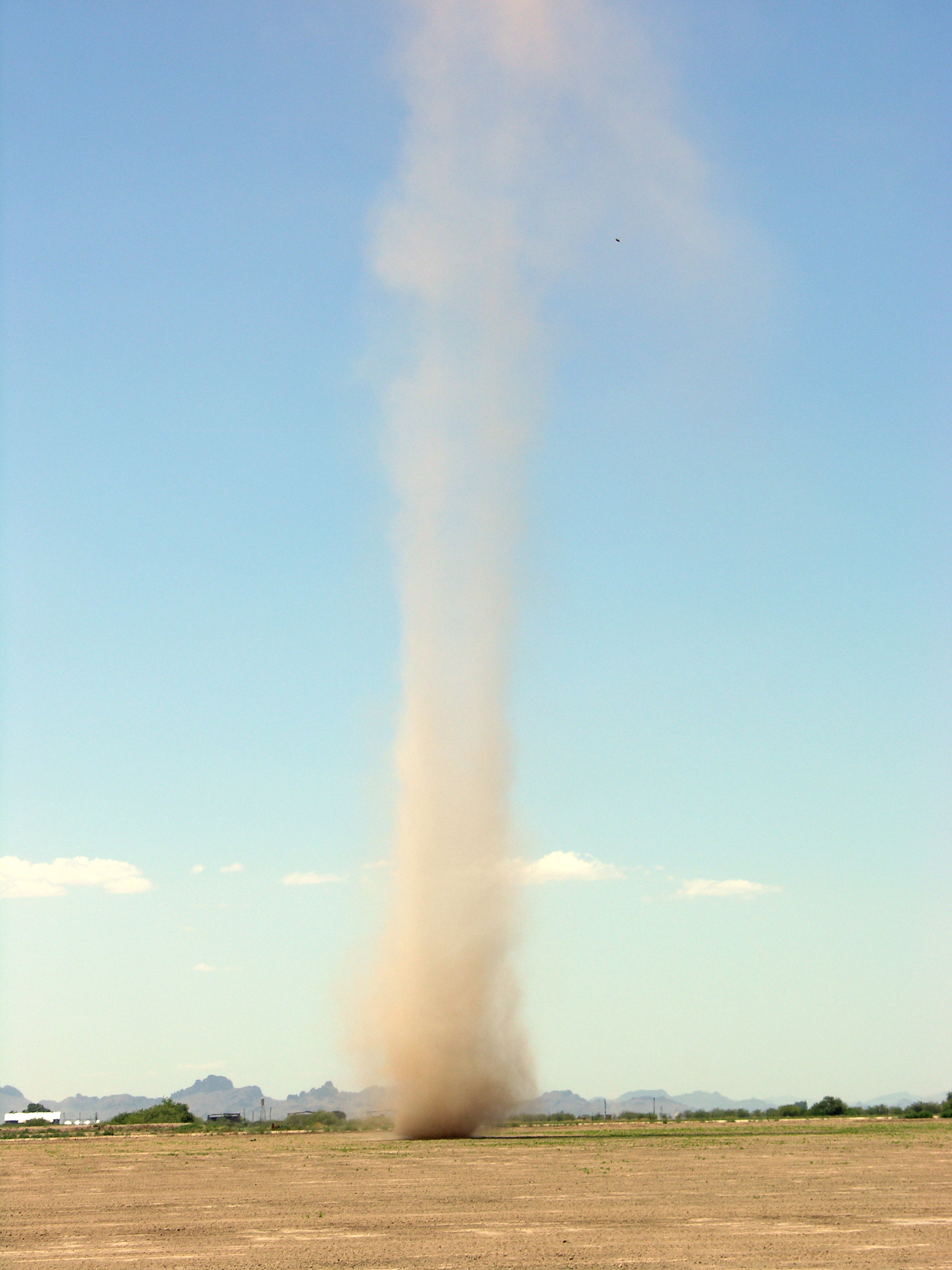
Ein Staubteufel in Arizona, 2003

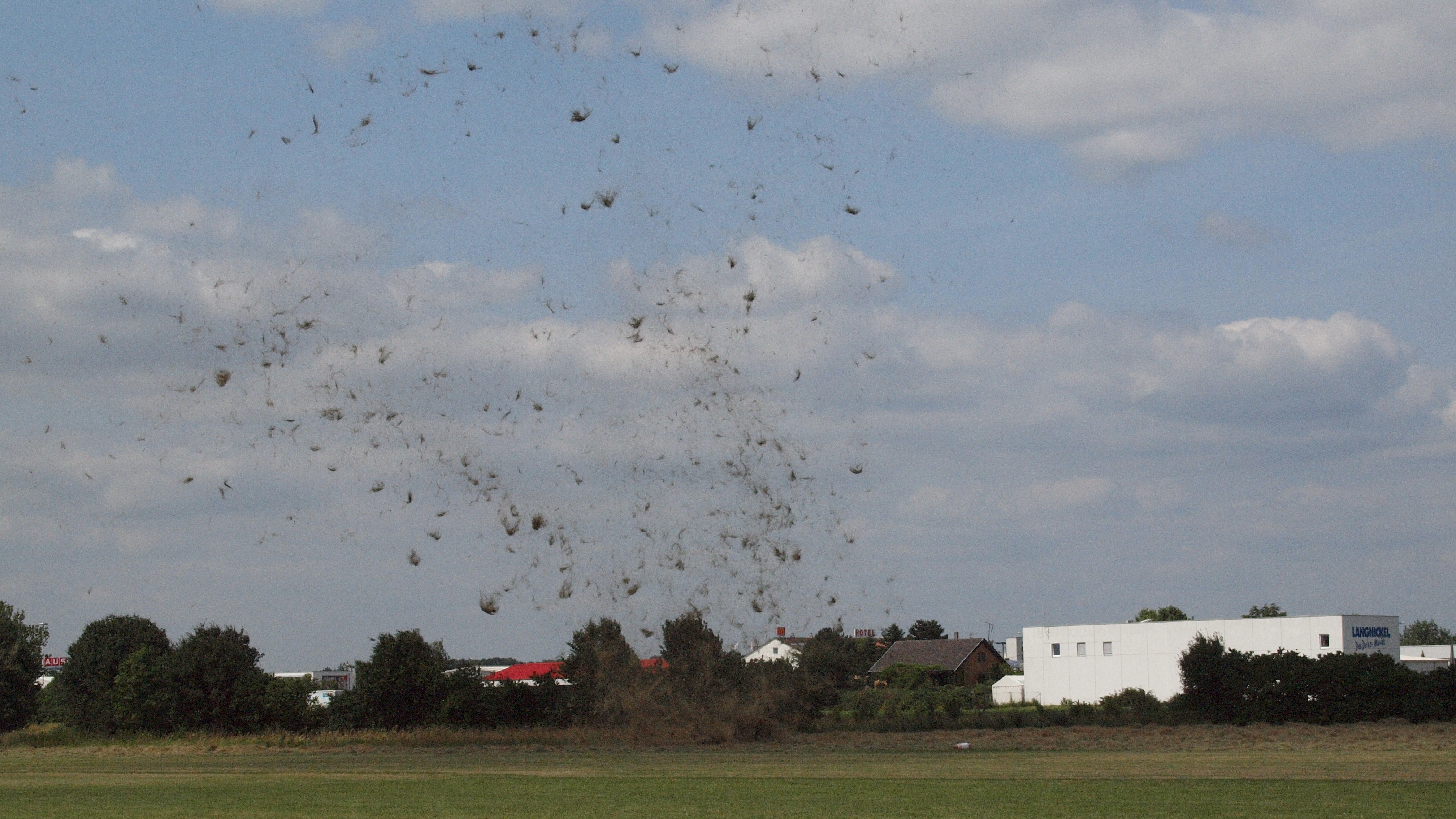
Heuteufel auf dem Flugplatz Bruchsal im Juli 2013

Eine Kleintrombe ist ein kleinräumiger Luftwirbel mit vertikaler Achse und meist geringer Höhenerstreckung, der auf die atmosphärische Grenzschicht beschränkt ist. Im Unterschied zu Großtromben (Tornados) besteht kein direkter Zusammenhang mit konvektiver Bewölkung.

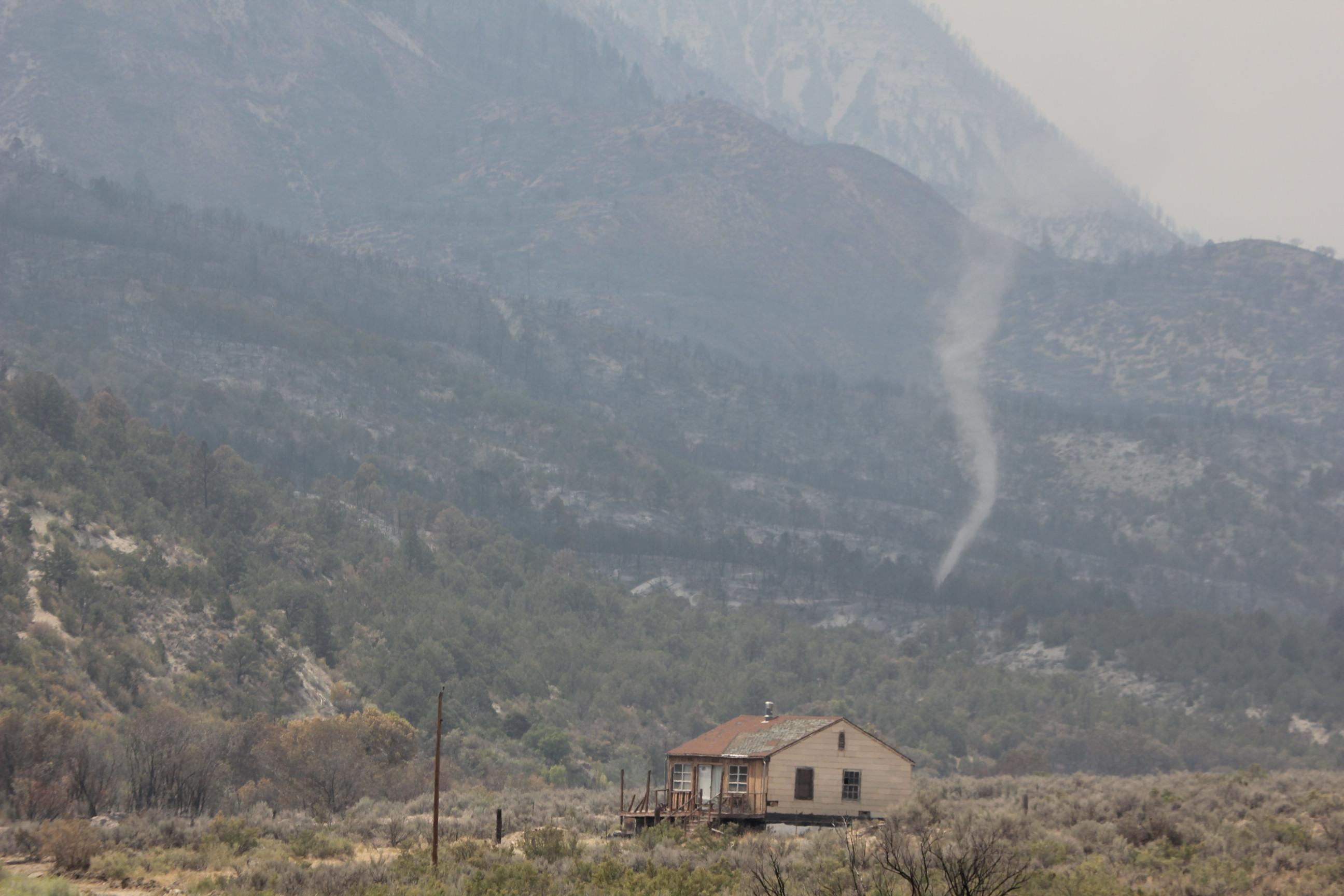
Staubteufel

Je nach ihrem Erscheinungsbild und dem aufgewirbelten Material sind verschiedene Bezeichnungen gebräuchlich: Heuteufel, al-Hul (bei Beduinen), Nebelteufel, Staubteufel, Sandteufel, Feuerteufel, Staubtrombe, Sandtrombe, Staubhose und Sandhose. Die letzten beiden Begriffe sind aber irreführend, da sie mit Wind- und Wasserhosen verwechselt werden können, bei denen es sich um Großtromben handelt. Selten treten auch Schneeteufel auf. Gustnados (Böenfrontwirbel) hingegen dürfen mit Staubteufeln nicht verwechselt werden.
Bedingung für die Entstehung von Kleintromben ist eine bodennahe Überhitzung der Atmosphäre. Bei dieser trockenlabilen Schichtung lösen sich Thermikblasen vom Boden ab, welche beim raschen Aufsteigen eine vorhandene schwache Rotation der Luft durch Streckung des Wirbels konzentrieren können. Aufgrund der Drehimpulserhaltung nimmt dabei die Windgeschwindigkeit durch den Pirouetteneffekt rasch zu und kann in Extremfällen bis Orkanstärke erreichen. 
Ein Beispiel eines heftigen Staubteufels liegt aus den USA vor. Am 15. September 2000 fegte über die Coconino County Fairgrounds in Arizona eine Sandtrombe mit geschätzten Windspitzen von 120 km/h. Dabei wurden mehrere Personen leicht verletzt, an den in der Zugbahn des Wirbels befindlichen Gebäuden traten leichte Schäden wie abgedeckte Planen, losgerissene Dachziegel sowie verbogene Metallgestänge auf.
Im Zuge von Sandtromben wurden Windspitzen bis knapp über 150 km/h gemessen, maximal 200 km/h erscheinen nach dem heutigen Stand der Wissenschaft möglich. In Summe sind die meisten Kleintromben aber recht schwach und richten nur selten Schäden an. In einem durchschnittlichen Staubteufel werden nur Windspitzen um 50 km/h erreicht.
Die Ausdehnung einer Sandtrombe ist sehr unterschiedlich – von 0,5 m Durchmesser bis hin zu rund 250 Metern Breite und mehreren hundert Metern Höhe sind sämtliche Größenordnungen möglich. Gelegentlich treten Staubteufel auch in Verbänden oder Gruppen auf, etwa an einer Böenlinie.
Die Lebensdauer einer Kleintrombe liegt zwischen wenigen Sekunden bis rund einer halben Stunde. Sie können nahezu stationär verharren oder sich im Schritttempo, oder in Extremfällen mit bis zu 100 km/h, vorwärts bewegen.
Die Drehrichtung von Staubteufeln wird aufgrund der geringen räumlichen Ausdehnung des Windes nicht von der Corioliskraft bestimmt, Windrichtung und Orografie spielen hier eine Rolle. Kleintromben treten dort am häufigsten auf, wo durch starke Sonneneinstrahlung trockenlabile Bedingungen erreicht werden, so vor allem in Wüstengebieten. In den mittleren Breiten sind sie am ehesten in der warmen Jahreszeit über offenen Landflächen (unbewachsene Äcker, abgemähte Wiesen, Sportplätze, Ödland, Hangflächen oberhalb der Baumgrenze) anzutreffen. Die Sonderform des Gustnados wird dynamisch an Böenfronten vor Schauern oder Gewittern ausgelöst. Eine seltene Variante bei niedrigen Lufttemperaturen ist über (relativ) warmen Wasseroberflächen als Nebelteufel zu beobachten.
Staubteufel kommen nicht nur auf der Erde vor, sondern wurden auch auf dem Mars beobachtet.